# Robidišče
Robidišče este o localitate din comuna Kobarid, Slovenia, cu o populație de 7 locuitori.